# Tachina hispida
Tachina hispida là một loài ruồi trong họ Tachinidae.